# Лазарівка (Корюківський район)
Ла́зарівка — село в Україні, у Менській міській громаді Корюківського району Чернігівської області. Населення становить 26 осіб. До 2016 орган місцевого самоврядування — Стольненська сільська рада.

## Історія
На мапі Шуберте 1869 року - хутір Лаваренкін.
12 червня 2020 року, відповідно до розпорядження Кабінету Міністрів України № 730-р «Про визначення адміністративних центрів та затвердження територій територіальних громад Чернігівської області», увійшло до складу Менської міської громади.
19 липня 2020 року, в результаті адміністративно-територіальної реформи та ліквідації Менського району, село увійшло до складу Корюківського району.